# 김송하
김송하(본명: 김태근, 1983년 9월 16일 ~ )는 대한민국의 모델이자 배우이다.

## 학력
- 성균관대학교 연기예술학과

## 출연작

### TV 드라마
- 2009년 SBS 주말특별기획 《찬란한 유산》
- 2009년 SBS 아침연속극 《녹색마차》
- 2009년 SBS 일일드라마 《아내가 돌아왔다》... 김 비서 역
- 2012년 CGV 오리지널 시리즈 《리틀 맘 스캔들》
- 2012년 tvN 다큐드라마 《막돼먹은 영애씨》

### 영화
- 2008년 《무림여대생》... 아이스하키부 주장 역
- 2009년 《내 눈에 콩깍지》

### CF
- 한국P&G 페브리즈
- KT
- 한양건설
- 청정원 진간장
- 동아제약 박카스
- 양돈자조금
- 대한주택공사
- 맥도날드 맥모닝